# Mujeres en el cómic español

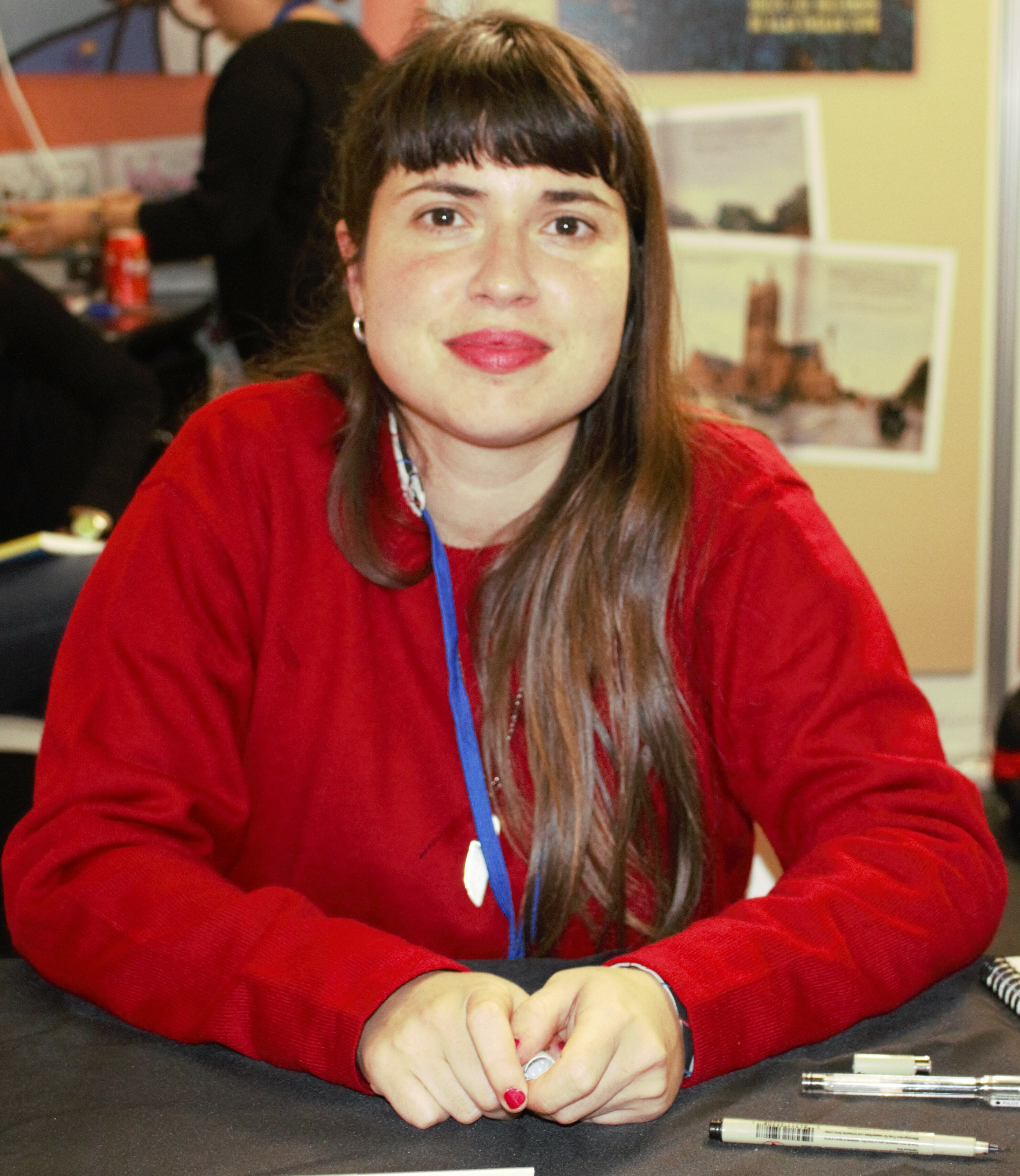
Ana Penyas, primera mujer en ganar el Premio Nacional del Cómic.

El concepto mujeres en el cómic español hace referencia a la presencia histórica de las mujeres en el sector del cómic en España, en el que  las mujeres no sólo se han desempeñado como autoras sino también como ilustradoras, letristas, coloristas, editoras y organizadoras de eventos entre otras ocupaciones.

## Historia

### Dictadura de Francisco Franco
Núria Pompeia es considerada en la actualidad como la principal referente de la mujer en el cómic durante la dictadura franquista. En 1967 publicó un álbum llamado Maternasis, que exploraba únicamente a través de ilustraciones la maternidad desde un punto de vista desidealizado. Sin embargo a lo largo de su carrera no abordó únicamente la maternidad, tratando también temas como la sexualidad, el aborto y las relaciones sociales, centrando su obra en la viñeta satírica y publicando en revistas como Triunfo, Por favor o Vindicación Feminista.
A finales de la dictadura, en 1973, la autora Marika Vila comenzó a trabajar en la industria del cómic, concretamente en la historieta romántica. Ese mismo año comenzó a trabajar para la agencia barcelonesa Selecciones Ilustradas, siendo la única mujer en su círculo, en una época en el que el único tipo de cómic dirigido a mujeres el llamado «cómic femenino», que buscaba educar a las niñas en los roles de género impuestos por la sociedad. De 1973 hasta 1975 se estableció en el Reino Unido, en el que trabajó en diversas revistas, y a su regreso a España se unió a grupos activistas como el Equipo Butifarra o el Colectivo de la Historieta.

### Post-franquismo
En los años posteriores a la muerte de Francisco Franco, la industria del cómic español vivió una explosión de títulos y creatividad, con una nueva libertad adquirida tras el fin de la censura, lo que dio lugar a multidifusión de nuevas publicaciones. Una de estas publicaciones fue la revista El Víbora, surgida en 1979 como una revista rupturista y contestataria que acabaría alcanzando un gran éxito en España. Sin embargo, las mujeres no fueron bienvenidas como autoras en esta revista, siendo Laura Pérez Vernetti la única mujer a la que se le permitió hacer una portada para esta en toda la década de 1980. La propia Vernetti afirmó que esto se debía a su editor, Josep María Berenguer, a quien Vernetti calificó como un misógino del que sufrió una discriminación constante, cobrando un sueldo inferior al de sus compañeros masculinos y viendo continuamente retrasadas sus publicaciones.
También en 1979, y de forma algo antagónica a la situación en El Víbora, la revista Tótem dedicó un número especial a las mujeres autoras de cómic, en el que participaron tanto firmas nacionales como internacionales, contando con la firma de autoras españolas como Marika Vila, Mariel Soria o Montse Clavé. Si bien la publicación de este número fue un hito para la representación de la mujer en la industria, otra publicación de estas características no volvería a tener lugar hasta 1992.
Al final, pese a algunas excepciones de mujeres que lograron trabajar dentro de la industria oficial, la mayoría de autoras activas durante los años 70 y 80 se vieron obligadas a recurrir a la autoedición y autodistribución para publicar sus obras, con algunas de ellas trabajando también para editoriales muy pequeñas. Monste Clavé editó dos fanzines a través de la organización comunista 091 y Marta Guerrero trabajó en revistas autoeditadas, en las que publicó historietas de corta duración como Los sonidos del morbo y Dolores sus labores.
También en estas décadas cabe mencionar a la autora Isa Feu, una de las pocas colaboradoras femeninas de la revista El Víbora y autora de Corazón Loco, obra que fue blanco de críticas por no abordar la sexualidad del mismo modo que lo hacían entonces los autores masculinos. Cuando, durante la pandemia de COVID-19, se recopilaron de forma digital en dos volúmenes los diversos títulos publicados en El Víbora, la obra de Isa Feu fue omitida bajo el pretexto de ser demasiado explícita.

### Década de 1990
13 años después de que en 1979 la revista Tótem publicara un número especial centrado en autoras, 1992 vio la publicación de la segunda antología de cómic hecha exclusivamente por mujeres, llamada Los derechos de la mujer, que contó con la participación de Marika Vila, Mariel Soria, Annie Goetzinger, Chantal De Spiegeleer, Cinzia Ghigliano, María Alcobre y Laura Pérez Vernetti, con la obra de Cinzia siento traducida por Puri Salazar De Vezzali y la de Chantal por Mónica Santolaya. Un año después, en 1993, se publicaría la tercera antología de estas características, Cambio el polvo por el brillo. Ninguna de estas publicaciones trajeron consigo un éxito comercial, pero ayudaron a visibilizar a las mujeres en la industria.

### Década de 2010
En 2013 las autoras Carla Berrocal y Ana Miralles y la periodista Elisa McCausland fundaron el Colectivo de Autoras de Cómic, el primer colectivo de mujeres de la industria en la historia de España, creado con el fin de protestar contra la desigualdad en la industria y dar a conocer a las autoras del medio.
En 2016, la periodista e investigadora de cómic española Elisa McCausland, señaló públicamente como en el Salón Internacional del Cómic de Barcelona, el más importante del país, entre los 13 nominados al premio a mejor obra de autoría española no había una sola mujer. En esa misma fecha, ninguna mujer había ganado nunca el Premio Nacional del Cómic.

### Década de 2020
En la década de 2020 surgió toda una nueva ola de autoras femeninas en el cómic español, que crecieron influenciadas por el manga y el anime que llegó a España en la década de 1990, y que además crecieron leyendo obras nacionales como Zipi y Zape o Mortadelo y Filemón, a la vez que leían manga japonés. Dentro de esta ola se sitúan autoras como Nadia Hafid (El buen padre), Bàrbara Alca (Pizza Chica y las lloronas), Genie Espinosa (Hoops), Ana Galvañ (Pulse Enter para continuar), Conxita Herrero (Gran bola de helado), María Medem (Por culpa de una flor), Roberta Vázquez (Casa Desastre) y Raquel Riba Rossy (Lola Vendetta y los hombres).
En enero de 2024, el Ministerio de Cultura y la Asociación Sectorial del Cómic presentaron el llamado «Libro Blanco del Cómic en España», que buscaba analizar por primera vez en la historia de manera oficial la situación del sector y los trabajadores del cómic en España. Entre muchos otros datos, este informe reveló que, para la fecha en que se llevó a cabo el estudio, sólo un 20% de los creadores de cómics en España eran mujeres, mientras que un 78% de los creadores eran hombres y tan sólo un 2% eran personas de género no binario.
En septiembre de 2024 Bea Lema se convirtió en la cuarta mujer en España en ganar el Premio Nacional del Cómic, por su obra El Cuerpo de Cristo. La obra, centrada en una mujer joven que tiene que cuidar a su madre en una España empobrecida, patriarcal y católica, fue alabada por el jurado por su innovación en lo visual y su mirada poética, pero fue también fruto de críticas por parte de grupos cristianos como el Observatorio para la Libertad Religiosa, que exigió la retirada de premio afirmando que la obra banalizaba la eucaristía.